# STEINS;GATE 線形拘束のフェノグラム
『STEINS;GATE 線形拘束のフェノグラム』（シュタインズ・ゲート せんけいこうそくのフェノグラム）は、MAGES.より発売された日本のアドベンチャーゲーム。
タイトルのフェノグラムとは、直訳すると「表現図」を意味する。

## 概要
本作は、『比翼恋理のだーりん』『変移空間のオクテット』に続く『STEINS;GATE』のファンディスク第3弾として、2013年4月25日にX360版とPS3版が同時発売された。その後、同年11月28日にPS Vita版が、2014年9月25日にiOS版が発売された。
2018年9月20日にはHDリマスター化されたPS4版が発売された。2019年2月20日にはSteam版が、同年3月20日にはSwitch版が発売された。
美少女ゲームをテーマにした『比翼恋理のだーりん』とは異なり、シリアスな展開であるのが特徴である。
他のファンディスク作品と同様に、2024年現在までアニメ化はされていない。
2014年4月10日には、海法紀光によるノベライズ『STEINS;GATE 線形拘束のモザイシズム』が電撃ゲーム文庫から発売された。
2018年3月15日には、PS4/PS Vita版『STEINS;GATE ELITE』に初回特典として本作のPS4版のDLコードが付属された。

## あらすじ
基本的に、それぞれのストーリーは独立しており、本編「STEINS;GATE」を補完するような作品となっている。

### 初回ストーリー
走査線上のジキル（岡部倫太郎）
SERNの実行部隊ラウンダーによる襲撃から1年後。岡部倫太郎は、自作のアルパカスーツを着て秋葉原の平和を守る正義のヒーロー「アルパカマン」として活躍していた。非力で喧嘩も弱いが、Dメールやタイムリープマシンを駆使することで未来を予測して危機や障害を乗り越えていく岡部のことを、まゆりはすぐそばで応援していた。
しかし、タイムリープによる世界線変動のたびに「誰かを助けると、他の誰かが不幸になる」という繰り返しから、岡部は精神的に疲労していく。そんな岡部の前に、喪服姿の牧瀬紅莉栖が現れて想定外の真実を告げる。実は、1年前のラウンダーによる襲撃でまゆりは死亡しており、岡部が何度タイムリープしてやり直してもまゆりの死は変えられず、その果てに救出を断念した先の世界線であり、岡部はアルパカスーツを着たときだけ、まゆりの幻影を見ていたというのだ。
岡部は困惑するものの、もう一度まゆりを救おうと過去に戻ることを決意し、タイムリープマシンで1年前へ旅立つ。

### 1度目の解放後
絢爛仮想のファムファタール（橋田至）
橋田至（ダル）は、コミケのコスプレ会場で、マイナーキャラの「チョップスティックガール」の女性コスプレイヤーとぶつかり、絆創膏をもらう。帰宅後、＠ちゃんねるにて「チョップスティックガール」というコテハンが書き込んだ、黒服の男から手渡された暗号「B14 7H 8H Y91」を目にする。コミケ会場で出会ったコスプレイヤーを思い出したダルは、同じく暗号が気になった牧瀬紅莉栖と共に調査に乗り出す。しばらくして、秋葉原にいるというスレ主のチョプ子から「暗号が解けたかも」「やばい爆弾ある」という書き込みがされるが、その後にチョプ子が「釣り宣言」したことでスレは終息する。しかし、本人と会っていたダルは違和感を感じ、ネット情報からチョプ子こと阿万音由季の個人情報を特定して電話をかけるが、通話先からはかすかな呻き声が聞こえただけで切れてしまう。その後、携帯電話の位置情報を特定したダルはラジオ会館に突入したところで作業員姿の男たちに発見されるが、そこに鈴羽が現れて男たちに反撃して事なきを得る。鈴羽はダルに由季が自分の母であることを明かすと、ラジ館の屋上でタイムマシンを見せ、2036年から来たと説明する。鈴羽と連絡を取ってコミマ会場で会おうとしたところ、その際に謎の組織から暗号を受け取った由季は偶然にその暗号を解いてしまった結果、誘拐されたという。
鈴羽に協力を求められたダルは、暗号がマンホールの識別番号であることに気付くと、そのマンホールを見つけて突入し、地下にあった旧万世橋駅の一室で由季を発見する。そこに桐生萌郁が現れ、ダルにラウンダーのテロ計画について知っているか聞き、抵抗するダルの足を銃で撃ち抜く。しかし、偶然ポケットに入れていた「メタルうーぱ」によって銃弾は食い止められていた。
手錠で拘束されたダルは、残り11分のカウントダウン中の時限爆弾を発見する。ダルから電話を受けた鈴羽が駆けつけ、爆発まで20秒の時限爆弾を持って遠ざかったところで爆発が起こる。その結果、ダルと由季は軽傷で済んだが、鈴羽は消息不明となる。病院から抜け出したダルが、3日目のコミマに行こうとしたところで物語は終わりを告げる。
黄昏色のソーテール（牧瀬紅莉栖）
タイムリープマシンが完成した直後、何気なく携帯電話を取った岡部の態度が豹変する。フェイリスが失踪した岡部を見つけ、ラボに帰ると部屋は血まみれになっており、錯乱する岡部から話を聞くと、ラウンダーによる襲撃の後は何度タイムリープを繰り返しても、まゆりが亡くなる結果になるという。
紅莉栖は、さまざまな方面に影響力を持つ実業家であるフェイリスの父の秋葉幸高に相談する。幸高によると、SERNのような秘密結社は世界中に存在するという。さらに幸高は、紅莉栖の父のドクター中鉢こと牧瀬章一と旧知の仲であり、若い頃は彼のタイムマシン研究に出資していたという。
身柄を確保されたラウンダー末端員によると、本来のラウンダーの目的は「IBN5100」の捜索であったが、現在はタイムリープマシンとその開発者の確保を命じられ、まゆりと橋田はラウンダーに連行されたという。翌日、水没したワゴン車から、まゆりの遺体が発見されたというニュースが流れる。岡部のために父に電話して助力を求める紅莉栖を見た章一は幸高に諭され、「過去に戻り、Dメールで過去を変えろ」と助言する。しかし、今の岡部は錯乱して衰弱しており、まゆりを救うための情報を聞き出すことは不可能だった。紅莉栖は章一の「今の岡部から聞き出せないなら、紅莉栖が過去へタイムリープしてラウンダー襲撃以前の岡部から聞き、世界線を変える方法を考えて岡部にDメールで世界線を変えさせればいい」という助言に応じ、タイムリープする。過去に飛んだ紅莉栖が岡部を見つけて声をかけたところで、物語は終わりを告げる。

### 2度目の解放後
幽霊障害のランデヴー（阿万音鈴羽）
ラジオ会館屋上に放置してあるタイムマシンが激しい雷雨で故障し、過去にも戻れなくなり落ち込む鈴羽の前に、なぜか「2人の自分」が現れる。1人は軍服を着てキビキビ真面目そうな「軍人のわたし」、もう1人はメイドの姿をしてダラダラと不真面目そうな「一般人の私」だった。2人が世界線の記憶なのか鈴羽の単なる幻覚なのかは不明だったが、そんな2人と橋田至の協力によってタイムマシン修理の目処が立ち、時間ができた鈴羽はラボメンたちと交流を図ることになる。しかし、店長から「過去に橋田鈴という女性が亡くなった」と聞かされ、それが自身の避けられない末路であることを悟る。
雨鈴鈴曲のスクレイパー（天王寺裕吾）
ブラウン管工房店長のミスターブラウンこと天王寺裕吾は宝くじで3億円を当て、ビルの建て替えを決意する。新ビルが完成するが、娘の綯は喜ばず、ラボメンたちの反応も芳しくない。建て替えたことを後悔する天王寺に、岡部がDメールの使用を提案する。
桃色幻都のシャ・ノワール（フェイリス・ニャンニャン）
秋葉原で囁かれる噂の真相を突き止めるため、フェイリスは鈴羽と共に守護戦士「シャ・ノワール」に扮して調査に乗り出す。

### 3度目の解放後
迷宮錯綜のヘルマフロディトス（漆原るか）
岡部はDメールを使い、るかを男に戻すことなく、まゆりの死を受け入れる。るかはタイムリープし、生前のまゆりの願いだった自分のコスプレ姿を彼女に見せてあげることを決意する。本編のるかエンドと似ている部分が多い。
悠遠不変のポラリス（椎名まゆり）
最近の岡部と紅莉栖の様子が自分のせいでおかしくなっていることに気がついたまゆりは、2人のために岡部と自分の親しい間柄を断つDメールを送り、過去を改変する。
昏睡励起のクアンタム（桐生萌郁）
萌郁はラボメンたちの温かさに触れ、仲間意識を深める。だがそれもつかの間、未来ガジェット研究所への襲撃とラボメンたちの確保および抹殺が命じられる。

### 4度目の解放後
三世因果のアブダクション（鳳凰院凶真）
岡部はタイムリープの後遺症で記憶を失ってしまう。直後、まゆりを誘拐したと伝えるDメールが届く。

### 隠しシナリオ
月暈のビヴロスト（天王寺綯）
隠しシナリオ。天王寺の死から数年。父を失った綯は、行方不明だった橋田至と再会する。

## 登場人物
ここでは主要人物として「未来ガジェット研究所」のメンバーである「ラボメン」のみを一覧にする。
| No.                     | 名前        | あだ名                   | 特技・特徴                 | 趣味・嗜好                 | 声優       |
| ----------------------- | ----------- | ------------------------ | -------------------------- | -------------------------- | ---------- |
| 001                     | 岡部 倫太郎 | オカリン、鳳凰院凶真     | 厨二病的な言動             | ドクターペッパー           | 宮野真守   |
| 002                     | 椎名 まゆり | まゆしぃ☆、まゆ氏        | コスプレ                   | ジューシーからあげNo.1     | 花澤香菜   |
| 003                     | 橋田 至     | ダル、スーパーハカー     | ハッキング、プログラミング | 美少女ゲーム、電気工作     | 関智一     |
| 004                     | 牧瀬 紅莉栖 | 助手、クリスティーナ     | 脳科学研究と実験           | @ちゃんねらー              | 今井麻美   |
| 005                     | 桐生 萌郁   | 閃光の指圧師             | 執筆、メール入力           | 極度の携帯依存症           | 後藤沙緒里 |
| 006                     | 漆原 るか   | ルカ子                   | 男の娘、巫女服             | 岡部に恋している           | 小林ゆう   |
| 007                     | 秋葉 留未穂 | フェイリス・ニャンニャン | 厨二病的な言動、ネコミミ   | 雷ネットアクセスバトラーズ | 桃井はるこ |
| 008                     | 阿万音 鈴羽 | バイト戦士               | 格闘技、サバイバル         | マウンテンバイク           | 田村ゆかり |
| β世界線での追加メンバー |             |                          |                            |                            |            |
| 009                     | 比屋定 真帆 | ロリっ子                 | 脳科学研究と実験           | レースゲーム、ジャンク品   | 矢作紗友里 |
| 010                     | 椎名 かがり | 黒いライダースーツの女   | ラボメン最後のメンバー     | 森の妖精うーぱ             | 潘めぐみ   |
| 011                     | 阿万音 由季 | -                        | コスプレ                   | -                          | 田村ゆかり |

## 主題歌

### PS3、X360版
オープニングテーマ「フェノグラム」
作詞・作曲 - 志倉千代丸 / 編曲 - オオバコウスケ / 歌 - 彩音
エンディングテーマ「楽園のホログラム」
作詞 - 漆野淳哉 / 作曲 - 須田悦弘 / 編曲 - 磯江俊道 / 歌 - いとうかなこ
エンディングテーマ「あの夏の日の想い出」
作詞 - 志倉千代丸 / 作曲・編曲 - 大島こうすけ / 歌 - Zwei

### PS Vita版
オープニングテーマ「邂逅のフェタリテート」
作詞 - makoto-ONP / 作曲 - 藤井雄大 / 編曲 - オオバコウスケ / 歌 - 彩音

## 制作スタッフ
- 企画/原作 - 志倉千代丸
- シナリオ監修 - 林直孝
- シナリオ - 下倉バイオ、林直孝、三輪清宗、新井輝、坂本正吾、気賀沢昌志、安本亨、みかづき紅月、暁影二、打越鋼太郎
- キャラクターデザイン - huke
- 作画監督/原画 - 後藤圭二、松尾ゆきひろ
- ガジェットデザイン - SH@RP
- 主題歌 - 彩音
- 音楽 - 阿保剛
- エグゼクティブプロデューサー - 志倉千代丸、でじたろう
- ゼネラルプロデューサー - 市川和弘
- プロデューサー - 松原達也
- ディレクター - 梶岡俊彦
- 制作 - MAGES.、ニトロプラス